# 大文字の他者
大文字の他者（おおもじのたしゃ、仏: Grand Autre）とは、フロイトの大義派（通称:ラカン派）（仏:école de la Cause freudienne / Lacanien）の精神分析理論で用いられる概念の一つである。
想像界（仏:l'imaginaire）のなかで主体（仏:Sujet）を規定し、小文字の他者（仏:petit autre）や対象a（仏:objet a）と対峙しているもの。
世界に生まれ出たかぎり、人間というものが、いかなる人間関係を結ぶに際しても受け入れなければならない、共通する第三者のことをさす。

## 概要
人間がこの世界に生まれ社会に住まうことは、言語活動が行なわれている場に出てきて住まうことに等しいが、それは必ずしも私たちの能動的な選択ではない。私たちが生まれたときから、あるいは私たちが「言語を操る」という意志を持つ前から、世界は言語活動の場なのである。
そのとき「言語」とは、必ずしも言語学でいう言語に限らず、症状や表情など何かを指し示しているもの（シニフィアン、仏: signifiant）すべての象徴が含まれる。精神科医であったジャック・ラカンは当初おおいに精神障害などの症状のことを念頭においていた。
人間存在を根本的に規定するこの言語活動の場を、ラカンは象徴界（仏:le Symbolique）と呼び、そのなかで生じるどのような人間関係も、この言語の場を共通する第三者として受け入れなければならないことから、それを大文字の他者と名づけた。